# Gąsocin
Gąsocin is een plaats in het Poolse district  Ciechanowski, woiwodschap Mazovië. De plaats maakt deel uit van de gemeente Sońsk en telt 1238 inwoners.

## Verkeer en vervoer
- Station Gąsocin